# Test Drive Unlimited
Test Drive Unlimited (с англ. — «Тест-драйв: Без ограничений»; сокр. TDU) — видеоигра серии Test Drive в жанре аркадных гонок, изданная компанией Atari в 2006 году для игровой консоли Xbox 360. В 2007 году состоялся выход Test Drive Unlimited для персональных компьютеров под управлением Windows, а также для PlayStation 2 и PlayStation Portable. Локализацией занималась компания «Акелла», которая выпустила игру полностью на русском языке.
В Test Drive Unlimited представлены заезды на дорогах острова Оаху, по которому предоставлена свобода передвижения. В ходе игры требуется покупать новые транспортные средства, улучшать их характеристики и успешно завершать различные испытания, включающие как гонки, так и другие задания. Во время прохождения также необходимо покупать новые дома с гаражами для увеличения мест хранения транспортных средств. Многопользовательская составляющая Test Drive Unlimited дополняет одиночный режим и позволяет игрокам совместно ездить по острову, участвовать в заездах и создавать собственные соревнования с определёнными правилами и условиями.
Представители Atari намеривались возродить серию Test Drive и создать игру, которая смогла бы повысить ухудшавшееся качество франшизы, сделав её способной конкурировать с набравшими высокую популярность гоночными хитами, такими как Need for Speed и Project Gotham Racing. Для достижения поставленных целей команда разработчиков решила взять ориентир на новое поколение игровых систем: это позволило повысить реалистичность транспорта, открытого мира и внедрить инновационные технологии, в частности объединение одиночной и онлайн режимов в единое целое, благодаря чему игра позиционировалась как представитель нового жанра — «масштабные открытые онлайн-гонки» (Massively Open Online Racing; сокр. MOOR).
Test Drive Unlimited была в основном позитивно принята игровой прессой. Высоких оценок удостоились проработка транспортных средств, большой открытый мир и многопользовательские возможности, но критике подверглись проблемы физической модели и озвучивание. Test Drive Unlimited оказала большое влияние на жанр, и впоследствии такие механики и технологии, как совмещение одиночного и сетевого режимов, открытый мир с акцентом на исследование и так далее, стали регулярно использоваться в других гоночных играх. В 2011 году был выпущен сиквел — Test Drive Unlimited 2.

## Игровой процесс
Test Drive Unlimited представляет собой аркадную гоночную игру, выполненную в трёхмерной графике. По сюжету главный герой (один из восьми персонажей, которого во вступительном видеоролике в аэропорту выбирает игрок) летит на самолёте на гавайский остров Оаху, где собирается построить гоночную карьеру.

### Открытый мир
По острову предоставлена свобода передвижения, что является основой игрового процесса: по всему острову расположены различные заезды, ключевые места и так далее, и если игрок ещё не побывал в каком-либо месте острова, до него нужно доехать самостоятельно, по желанию воспользовавшись системой GPS. Дороги, на которых ездил игрок, отмечаются как открытые, и на них в любое время можно быстро переместиться с помощью внутриигровой карты, показывающей остров со спутника. Многопользовательская составляющая, поддерживающая до 8 игроков в одном сеансе и названная «масштабными открытыми онлайн-гонками» (Massively Open Online Racing; сокр. MOOR), работает как дополнение к одиночной, будучи в неё интегрированной при подключении игрока к серверам. При свободном передвижении по острову можно, мигнув дальним светом фар, вызвать другого едущего рядом игрока или компьютерного оппонента на дуэль — быстрый заезд, в котором вызвавший на состязание выбирает маршрут и, при желании, делает ставку на определённую сумму; после заезда можно проехать его вновь («отомстить»).
По острову, помимо гражданского населения и гонщиков, также ездят полицейские патрули. Если врезаться в проезжающую на улице машину гражданского или сбить несколько дорожных знаков подряд, то одну полицейскую машину вызовут на след игрока. Если полиция заметит игрока, а также если игрок вновь столкнётся с гражданской или с полицейской машиной, то начнётся погоня. При каждом столкновении с гражданскими машинами во время погони вызывается подкрепление на место происшествия, а при повторных таких случаях или при столкновении с машинами полиции — сразу же за игроком. Всего за игроком могут гнаться до трёх полицейских машин, и в последнем случае полиция также может ставить по направлению движения нарушителя заграждения из своих автомобилей. Если игрока поймают, ему нужно будет заплатить штраф, размер которого зависит от различных факторов (например, количества повреждённых во время погони гражданских и полицейских машин); если денег на уплату штрафа нет, то персонаж игрока на некоторое время попадает в тюрьму. Напротив, если не попадаться полиции на глаза после её вызова или скрыться от неё из виду, то игрок избежит погоню или она постепенно прекратится уменьшением количества преследователей.

### Заезды

Гонка на Saturn Sky против пятерых оппонентов, впереди видна следующая контрольная точка. Действие Test Drive Unlimited происходит на гавайском острове Оаху, который воссоздан в масштабе 1:1 и, по словам разработчиков, с точностью до метра повторяет реальный прототип

Для прохождения игры необходимо участвовать в заездах, каждый из которых относится к одной из четырёх тем: «времени», «скорости», «гонке» или «дополнительной». В первых трёх темах, в зависимости от результата, игрок получает золотой, серебряный или бронзовый кубок, или не получает в случае, если не смог уложиться в требуемые условия; эти заезды могут проходить как в организованных легальных условиях (участки дорог с маршрутом заезда огорожены барьерами), так и в незаконных. Все темы заездов, в зависимости от результата, предполагают материальное (чаще всего — денежное) вознаграждение. В большинстве тем во многих заездах присутствует шкала вождения, которая опустошается при съезде с асфальтированной дороги и столкновениях и, тем самым, понижает вознаграждение; если шкала опустеет полностью, заезд прекратиться и, тем самым, будет завершён неудачно.
- «Время» — заезд, в котором игрок выступает в одиночку и старается как можно быстрее проехать требуемый маршрут по контрольным точкам. Иногда в этих заездах есть таймер обратного отсчёта, к которому прибавляется время при проезде контрольных точек, но если таймер опустеет, то заезд будет проигран. Если в заезде есть шкала вождения, её опустошение накапливает штраф, выражающийся в прибавке времени к конечному результату[17].
- «Скорость» представляет собой одиночный заезд, где вместо контрольных точек по дорогам расставлены радары, и в данном случае целью игрока является проезд мимо радаров в любом порядке с как можно более высокой скоростью — результатом заезда становится совокупный показатель скорости, набранной при проезде всех радаров. Если в заезде есть шкала вождения, её опустошение отнимает скорость в итоговом результате. В некоторых таких заездах цель иная — набрать требуемую скорость в течение ограниченного времени[17].
- «Гонка» — соревновательный заезд по контрольным точкам против других оппонентов, победителем в котором становится участник, первый пересёкший финишную черту. Эти заезды могут проходить в том числе по закольцованному маршруту с определённым количеством кругов, и иногда в данных случаях после каждого круга выбывает участник, который завершил его последним[17].
- «Дополнительная» тема включает в себя четыре вида заездов: «топ-модели», «попутчики», «курьер» и «перегон транспорта»[16]. В первых трёх из них предъявляются определённые требования к транспортному средству. В заездах «топ-модели» игроку нужно в течение ограниченного времени доставить девушку до требуемого места назначения; при успешном выполнении задания игрок получает купоны на покупку одежды и экипировки для своего персонажа, а при выполнении с отличием (без опустошения шкалы вождения) даётся дополнительный купон[18]. В заездах «попутчики» цель та же — успеть вовремя доставить попутчика до места назначения; при успешном выполнении даются купоны на покупки в бутиках, при выполнении с отличием даётся дополнительный купон[18]. В заездах «курьер» игрок в течение ограниченного времени должен доставить груз в целостности до места назначения; при успешном выполнении такого задания оно перестаёт быть доступным для повторного прохождения, а в случае неудачи игроку потребуется выплатить компенсацию за утерю груза[16]. В «перегоне транспорта» игрок должен перегнать доверенное ему транспортное средство в целостности до далеко расположенного места назначения (опустошение шкалы вождения уменьшает денежное вознаграждение); при успехе задание становится недоступным для повторного прохождения, а при выполнении на отлично даются дополнительные 50% от изначальной суммы денег[16].

Новые, недоступные ранее заезды открываются в том числе по мере повышения уровня игрока — новичок, любитель, профи, эксперт и чемпион. Этот уровень постепенно повышается с помощью системы достижений — когда игрок достигает определённых результатов (например, выигрывает указанное количество гонок или приобретает больше автомобилей), ему начисляются очки. По достижении требуемого количества очков, игрок переходит на следующий уровень. Повышение уровня открывает и новые функциональные возможности, например, редактор заездов (позволяет создавать заезды с собственными маршрутами и другими условиями), хронопэк (записывает и сравнивает результаты скоростных показателей и торможения игрока между двумя и более транспортными средствами) и режим фотографирования (с помощью него можно выбрать ракурс и графические эффекты, сделать и сохранить внутриигровой снимок в фотоальбом).

### Ключевые места

Игрок выбирает одежду и аксессуары для своего персонажа в гардеробе дома. Разработчики заявили, что такие подробные возможности персонализации позволят придать каждому игроку в онлайн-заездах больше индивидуальности

Ключевые места играют важную роль в обеспечении продвижения по игре, и к ним относятся дома, клубы, драйв-ин, автостенды, мотостенды, прокат, покрасочные мастерские, тюнинг-сервисы, магазины одежды, агентства недвижимости и дома на продажу.
- В домах можно просмотреть статистику прохождения, внутриигровые новости, сменить одежду, экипировку и внешность персонажа, купить подержанные автомобили или продать имеющиеся с помощью торговли между игроками по сети. Главной характеристикой домов является вместительность их гаража — для покупки большего количества транспортных средств необходимо и больше домов[21].
- Клубы создаются игроками, объединяют определённую тематику и предъявляют индивидуальные требования к транспортным средствам для вступления в них — фирма-производитель, группа производительности (низшая — «G», высшая — «A») и так далее. Есть как свободные, так и приватные клубы — в последних игрок оставляет заявку, которую может принять или отклонить лидер клуба. Чем больше игрок побеждает в дуэльных заездах, представленных в клубе, тем более высокую позицию клуба он занимает. Игроки могут также соревноваться и с представителями других клубов, повышая рейтинги своего[14].
- Драйв-ин позволяет игрокам публиковать свои испытания, в которых организатор устанавливает размер приза и входного взноса. Победитель получает 90% от награды и сумму всех внесённых до него взносов, а создатель испытания — 10%[17].
- Автостенды позволяют осмотреть, изучить, протестировать и купить новые автомобили, а каждый из автостендов содержит определённые автомобили (например, только одного конкретного производителя). У большинства автомобилей при покупке можно выбрать цвет кузова, отделку салона и, иногда, колёсные диски (более сложные и нестандартные варианты предлагаются за дополнительную плату). Некоторые автомобили являются редкими и раритетными и лишь иногда бывают в наличии (их можно зарезервировать, чтобы узнать о появлении); цена на такие автомобили может меняться, а так как поставляются они в единственном экземпляре, то выбрать на месте цвет кузова, отделку салона и колёсные диски у них нельзя[22].
- Мотостенды аналогичны автостендам, но вместо автомобилей в них представлены мотоциклы, а доступными они становятся после открытия всех автостендов[22].
- Прокат позволяет брать одно из предоставленных на соответствующих стоянках транспортных средств в аренду. Цена проката зависит как от самого транспортного средства, так и от времени, на которое оно было взято в аренду[23].
- Покрасочные мастерские позволяют перекрасить имеющееся во владении транспортное средство в другой цвет. В обычных покрасочных мастерских доступны только фирменные цвета транспортного средства, а в элитной[пр. 2] можно самому выбрать и подробно настроить цвета.
- Тюнинг-сервисы позволяют купить новые тюнинг-пакеты, что в некоторых случаях может переместить транспортное средство в более высокую группу производительности. Комплектующие каждого производителя делятся на три уровня, и чем выше уровень, тем лучше становятся технические характеристики после тюнинга. Для некоторых транспортных средств тюнинг-пакеты не предусмотрены[16].
- В магазинах одежды можно потратить выигранные купоны на приобретение новой одежды и экипировки для своего персонажа[18].
- Агентства недвижимости предоставляют информацию о различных домах на острове и позволяют их купить, а также обменять на другие или продать имеющиеся во владении дома[23].
- Дома на продажу игрок может осмотреть на месте и, при желании, получить направление в соответствующие агентства, чтобы купить их[21].

### Отличия версии для PlayStation 2 и PSP
Из-за технических ограничений платформ, в версии игры для PlayStation 2 и PlayStation Portable имеются некоторые отличия от оригинальной версии для Xbox 360 и персональных компьютеров. Большинство этих отличий носят незначительный характер (например, полиция реагирует на значительное превышение скорости, а во время вождения можно включить габаритные огни), но есть и ряд существенных. Так, в версии для PlayStation 2 и PSP отсутствуют дополнительные заезды, разновидность темы «Скорость» с требованием достижения определённой скорости в течение ограниченного времени, мотоциклы, элитная покрасочная мастерская, возможность выбора и изменения персонажа, а количество автомобилей, заездов и ключевых мест уменьшено. Во время свободного передвижения по острову нет компьютерных оппонентов, все три темы заездов — «Время», «Скорость» и «Гонка» — проходят только в легальных условиях, а шкала вождения опустошается только при съезде с асфальта. Все открытые автомобили в автостендах, в том числе раритетные, доступны постоянно, без периодической потребности в их бронировании, а тюнинг-пакеты предусмотрены для всех транспортных средств. Режим фотографирования и редактор заездов тоже не реализованы. Для сетевых возможностей использовался отдельный сервер, в котором одновременное передвижение по острову больше 8 игроков не предусмотрено — других игроков сервер автоматически загружает вместо предыдущих в относительной близости на открытой территории. Помимо этого, в PSP-версии в дополнение к сетевому (подключение осуществляется с помощью Wi-Fi) сделан автономный многопользовательский режим, функционирующий при соединении нескольких PSP друг с другом с специального кабеля, и в обоих случаях поддерживается только до четырёх игроков.
Система достижений в версии для PlayStation 2 и PSP заменена на очки мастерства (Master Points), которые начисляются за езду и выполнение различных манёвров (например, дрифта и нахождения в воздушном мешке), а по достижении определённого числа повышают уровень игрока. Внедрена опциональная функция автоматической системы GPS, которая показывает кратчайший путь к ближайшему заезду. Для гонок добавлена влияющая на искусственный интеллект соперников возможность выбора уровня сложности (низкий, средний и высокий), и чем более высокий уровень сложности выбрал игрок, тем большее денежное вознаграждение он получит за любое из призовых мест. Некоторые заезды объединены в серию с определённым требованием к автомобилям, и при победе во всех заездах серии игрок получает определённую награду (например, автомобиль или дом). Клубы перемещены из сетевой игры в одиночную, приглашения для вступления в них приходят по мере повышения уровня и приобретения определённых автомобилей: игрок участвует в нелегальных дуэлях с компьютерными оппонентами, повышая при победах положение в таблице клуба, и при занятии высшей позиции (становлении президентом клуба) получает в награду новый автомобиль или бесплатную возможность тюнинга любого своего транспортного средства. Кроме того, в данную версию также добавлен дополнительный, автономный однопользовательский режим «Быстрая гонка», предполагающий участие игрока в случайном заезде; деньги и очки мастерства, заработанные в этом режиме, зачисляются в основную игру.

## Разработка и выход игры
Разработчики Test Drive Unlimited были поделены на две команды. За версию для Xbox 360 и Windows была ответственна студия Eden Games, которая уже имела опыт по созданию гоночных игр, разработав серию V-Rally, а также Need for Speed: Porsche для консоли PlayStation, получившие положительные отзывы прессы. В свою очередь, несколько отличающаяся версия для PlayStation 2 и PlayStation Portable разрабатывалась студией Melbourne House, ранее создавшей многочисленные игры различных жанров, включая гонки. Издателем Test Drive Unlimited выступила компания Atari. Основной идеей проекта стала полная свобода действий игроков, которым предоставлены огромная и полностью открытая территория передвижения, большое количество детально проработанных транспортных средств от реальных производителей, а также совмещённые одиночные и многопользовательские сетевые возможности: разработчики охарактеризовали Test Drive Unlimited как представителя нового, созданного ими жанра MOOR (Massively Open Online Racing) – «масштабные открытые онлайн-гонки». В то же время, по словам создателей, они старались сделать игру «возвращением к истокам серии» Test Drive.

### Концепция и технические решения
| Системные требования    | Системные требования                    | Системные требования                    |
| ----------------------- | --------------------------------------- | --------------------------------------- |
|                         | Минимальные                             | Рекомендуемые                           |
| Windows                 |                                         |                                         |
| ОС                      | XP                                      | XP                                      |
| ЦПУ                     | Pentium IV (2.4 ГГц) или Athlon XP      | Pentium IV (3 ГГц) или Athlon 64        |
| Объём ОЗУ               | 512 Мб                                  | 1 Гб                                    |
| Место на диске          | 8 Гб                                    | 8 Гб                                    |
| Информационный носитель | DVD, цифровая дистрибуция               | DVD, цифровая дистрибуция               |
| Видеокарта              | 256 Мб DirectX 9-совместимая видеокарта | 512 Мб DirectX 9-совместимая видеокарта |
| Звуковая плата          | Direct X 9-совместимая звуковая карта   | Direct X 9-совместимая звуковая карта   |

Для Test Drive Unlimited разработчики решили задействовать открытый мир, создавая «игру-песочницу для автолюбителей». В качестве игровой территории использован гавайский остров Оаху: по словам разработчиков, такой выбор был сделан из-за присущей острову природной красоты, а также из-за различных условий местности для гонок, таких как, например, пляжи, горы и городские трассы. Они также хотели избежать обычных автомобильных клише, таких как побережье Калифорнии. Внутриигровой Оаху не содержит невидимых стен, воссоздан в масштабе 1:1 и с точностью до метра повторяет свой реальный прототип, поскольку разработчики использовали топографические данные и спутниковые изображения для моделирования. По итогу протяжённость дорог в игре составила более 1000 миль, а сам остров включает большинство мест и достопримечательностей реального Оаху, например, Перл-Харбор и Гонолулу. Разработчики предусмотрели в игре озвученную систему GPS и карту, предоставляющую возможность ориентироваться на местности и осматривать Оаху со спутника, изменяя масштаб от всего острова вплоть до отдельных улиц. Важным элементом разработки стали онлайн-возможности: Test Drive Unlimited нередко называлась «гоночной ММО». Создатели решили сделать сетевые функции интегрированными в одиночную игру — при подключении к серверам становятся сразу доступными сетевые заезды, а по всему острову одновременно может ездить большое количество людей: по утверждениям разработчиков, один сервер Test Drive Unlimited способен обслуживать до 60 тысяч игроков, а при необходимости сервера могут дублироваться для увеличения количества игроков до 120 тысяч и выше. При этом, люди по желанию способны объединяться в одну сессию до 8 игроков. Взаимодействия игроков включают быстрые вызовы на гонку (в том числе с возможностью ставок на внутриигровую валюту), формирование списков друзей, вступление в клубы, покупку и продажу транспорта, а также редактор, позволяющий создавать собственные маршруты и заезды с определёнными условиями. Была обещана и возможность загрузки дополнительного контента (игра, согласно официальным заявлениям, после выхода должна поддерживаться новыми автомобилями каждый месяц). По словам разработчиков, достичь такого онлайн-функционала удалось благодаря улучшенным сетевым возможностям нового поколения игровых систем, в частности Xbox Live. Некоторые онлайн-функции, например, профили игроков и их расширенная статистика, по техническим причинам не интегрированы в Test Drive Unlimited, а предусмотрены для их отслеживания на специальном веб-сайте сообщества игры.
Большое внимание разработчики уделили транспортным средствам, количество которых составляет около 150 моделей, включающих преимущественно редчайшие и дорогие экземпляры. Автомобили и мотоциклы лицензированы реальными мировыми производителями, такими как Chevrolet, Saleen, Volkswagen, Ferrari, Ducati и другими. У автомобилей можно открывать и закрывать двери, опускать и поднимать стёкла, а также осматривать их детально воссозданные салоны: в интерьерах машин разработчики сделали анимацию приборной панели, навигации и элементов переключения передач, а также предоставили возможность регулировки кресел для настройки обзорности дороги под предпочтения игрока. На PSP из-за технических ограничений эти функции отсутствуют. Другие реализованные возможности включают индивидуальные для каждой модели работу электростартера, светотехники и клаксона. В качестве физического движка задействован Havok 2.0, и поведение транспортных средств на дороге было сделано приближённым к реальному; для упрощения управления новичкам предусмотрено несколько опциональных вариантов интенсивности работы противобуксовочной системы. На PlayStation 2 игра также полностью задействует аналоговый функционал контроллера DualShock 2. Из-за ограничений, связанных с лицензированием, от повреждений транспортных средств игроков и компьютерных оппонентов пришлось отказаться, но вымышленные гражданские и полицейские машины разбиваются при столкновениях. Варианты комплектаций машин в автосалонах и их цены соответствуют предлагаемым производителями в реальной жизни. Для создания реалистичных звуков было реализовано изменение окружающего шума в салонах автомобилей при поднятых или опущенных стёклах, а также при езде в различных местах — в городской черте, на открытых пространствах или в тоннелях. Разработчики предусмотрели и возможность редактирования своего персонажа, что, по словам создателей, позволит сделать каждого игрока в онлайн-заездах уникальным. Персонализация включает также и покупку одежды, которая, как и транспортные средства, лицензирована реальными брендами, такими как Ben Sherman, Red Rabbit и другими, и уникальна для мужских и для женских персонажей. Для увеличения количества мест хранения транспортных средств разработчики реализовали покупку домов: они включают новые гаражи, а также интерьеры (жилые помещения), в которых можно просматривать новости во внутриигровой электронной почте, статистику и прочую информацию о прохождении.
Значительной проработке подверглась графическая составляющая Test Drive Unlimited, для который были в полной мере задействованы возможности движка Twilight 2 и нового поколения игровых систем. Так, разработчики реализовали поддержку высокого разрешения 720p, регулируемую интенсивность эффекта размытия в движении, динамическую смену суточного времени от утреннего до вечернего, а также технологию HDR. Для придания автомобилям аутентичного вида реализован эффект размытых пятен на ветровом стекле, наподобие того, как это сделано в Project Gotham Racing 3, а модель каждой машины содержит от 60 до 100 тысяч полигонов. Над оригинальным музыкальным сопровождением, звучащим на различных экранах меню (например, в доме или перед заданием), работал композитор Гэвин Паркер, а во время езды реализована имитация внутриигрового радио: во время вождения игрок может переключать виртуальные радиостанции разных жанров (например, рок или классика), отдельные треки и регулировать громкость их воспроизведения. В радиостанциях представлен лицензированный саундтрек от известных исполнителей, композиторов и групп, таких как Boy Kill Boy («Back Again»), Evil Nine («Hired Goons»), Пётр Ильич Чайковский («Лебединое озеро») и многих других; наличие тех или иных радиостанций и треков различается в зависимости от версии игры для конкретной платформы. В версии для Xbox 360 планировалась возможность воспроизведения потоковых радиостанций с помощью Xbox Live, но из-за проблем с авторскими правами от неё пришлось отказаться. В ПК-версии реализована поддержка пользовательских радиостанций. Для игры на PlayStation 2 и PSP, помимо прочего, добавлен новый оригинальный саундтрек в жанрах драм-н-бэйс, транс и техно от Гэвина Паркера — композиции саундтрека доступны как в единой радиостанции, так и распределены по трём другим; также в эту версию добавлены новый саундтрек от Марка Кэнэма для экранов меню, и возможность добавлять предпочитаемые треки с каждой радиостанции в одну отдельную.

### Маркетинг и выпуск
Test Drive Unlimited была анонсирована 12 мая 2005 года, когда опубликовали видеоинтервью с руководителем разработки игры — Пьер-Анодом Ламбертом. Изначально стало известно о версии для тогда разрабатывающейся игровой приставки нового поколения — Xbox 360. 20 мая альфа-версия Test Drive Unlimited была продемонстрирована Atari и Microsoft на выставке E3 2005. 25 июля того же года Test Drive Unlimited была показана в трейлере игр на Xbox Summit 2005. 16 сентября Test Drive Unlimited демонстрировалась на выставке TGS 2005 в рамках пресс-конференции Microsoft. 5 октября игра была продемонстрирована на пресс-мероприятии X05. В октябре на мероприятии Go Play Eden Games также заявили, что рассматривают возможность выпуска портированной версии для ПК. 10 февраля 2006 года ПК-версия Test Drive Unlimited была упомянута в годовом финансовом отчёте Atari. 16 марта состоялся официальный анонс ПК-версии, которая, по словам разработчиков, содержит весь функционал, что и на Xbox 360, включая онлайн-игру. В мае 2006 года Test Drive Unlimited демонстрировалась на выставке E3 06, где также была анонсирована версия для платформ Sony — PlayStation 2 и PlayStation Portable: в Atari пообещали, что Test Drive Unlimited на этих системах сохранит «бо́льшую часть основных возможностей геймплея игры для Xbox 360 и ПК» и станет одной из первых полноценных онлайн-игр на PSP, что, в сочетании с большим открытым миром, по их словам, является «невероятным подвигом». Тогда же в Xbox Live Marketplace была выпущена демоверсия, включающая 40 миль дорог, быстрые заезды против других игроков или компьютерных оппонентов, один автостенд и три автомобиля.
30 июня Atari предоставили футбольной команде Роналдо предрелизные версии Test Drive Unlimited для тестирования игры на отладочных Xbox 360. В первой декаде июля компанией Atari также проводился конкурс «Хочешь стать дизайнером автомобилей?», в котором люди публиковали дизайн автомобиля своей мечты: победитель, коим стал начинающий дизайнер Дэвид Зихтерманн, определялся наибольшим количеством голосов и получал в награду 2500 долларов и эксклюзивный внутриигровой контент для Test Drive Unlimited — автомобиль, смоделированный по его дизайну. 13 июля, после продажи большей части активов студии Reflections Interactive компании Ubisoft, Atari заявили, что вложат больше ресурсов и уделят больше внимания Test Drive Unlimited, как перспективному представителю своей ключевой франшизы, чтобы сделать его «вехой в жанре». В августе в Xbox Live была выпущена вторая демоверсия Test Drive Unlimited, сама же игра демонстрировалась на Games Convention: каждый день на выставке представители Nvidia дарили видеокарты лучшим игрокам в Test Drive Unlimited. Демоверсия, в свою очередь, ограничена одним часом игрового времени за сессию, и в ней доступны территория площадью 60 квадратных километров, один дом, три автомобиля, один мотоцикл, четыре офлайн-испытания, два онлайн-испытания, онлайн-поддержка до 8 игроков, а также совместный игровой процесс и визуальные улучшения графики и интерфейса, произведенные со времени выхода первой демоверсии. Из полутора тысяч человек, участвовавших в бета-тестировании Test Drive Unlimited на PlayStation 2 в июне 2006 года, 30 наиболее активных под их реальными именами появились в этой версии игры в качестве соперников в гоночных заездах.
Unlimited воплощает в себе именно то, что представляет собой игра следующего поколения. Благодаря открытой, постоянной среде, тысячам милям для исследования, сотням игровых часов и более 350 многопользовательских и одиночных испытаний, Test Drive Unlimited выводит гонки на совершенно новый уровень, представляя новый ориентир для других, к которому можно стремиться.
Оригинальный текст (англ.)Unlimited embodies exactly what next generation gaming is all about. With an open, persistent environment, thousands of miles to explore, hundreds of gameplay hours, and over 350 multiplayer and solo challenges, Test Drive Unlimited takes racing to an entirely different level, representing a new benchmark for others to aspire to.Ник Фаджорс, вице-президент по продажам и маркетингу Atari
Изначально Test Drive Unlimited должна была выйти к запуску консоли Xbox 360 в составе её стартовой линейки. Однако, выпуск был перенесён на весну 2006 года, что было связано с желанием разработчиков улучшить качество игры. Тем не менее, выход был вновь перенесён — на июнь 2006 года, вместе с ПК-версией. В конечном итоге релиз на Xbox 360 состоялся только в сентябре 2006 года (на ПК же выпуск вновь был перенесён): 5 сентября — в Северной Америке, 8 сентября — в Европе, и 21 сентября — в Австралии. 26 апреля 2007 года Test Drive Unlimited вышла в Японии. 24 октября игра должна была выйти на персональные компьютеры и на PlayStation 2, а в ноябре — на PSP. Однако, выход этих версий был отложен до 2007 года. Так, 6 марта 2007 года Test Drive Unlimited стала доступна для цифровой загрузки на ПК, 16 марта вышла на физических носителях в Европе, а 20 марта — в Северной Америке; 10 мая вышла локализованная русская версия игры от компании «Акелла», в которой на русский язык переведены как текст, так и озвучивание. Специально для ПК-версии была добавлена поддержка TrackIR. На PlayStation 2 Test Drive Unlimited должна была выйти 16 февраля, но была перенесена и вышла 16 марта в Европе и Австралии и 20 марта — в Северной Америке. Версия для PSP вышла 21 марта в Северной Америке, 30 марта — в Европе, и 27 апреля — в Австралии.

### Поддержка
Через 6 недель после выхода игры для Test Drive Unlimited начался выпуск ежемесячных обновлений и загружаемого контента, содержащих улучшение оптимизации работы, новые транспортные средства, одежду и музыкальные треки. Издательством Prima Games выпускалась книга, где содержалось руководство и дополнительная информация по игре. 10 января 2007 года Atari анонсировали обновление, в которое входит новый «Режим ветерана», доступный только в многопользовательском варианте, включающий визуализацию телеметрии эксплуатации транспортных средств и предполагающий повышенную реалистичность управления. Это дополнение было выпущено 12 марта. 13 марта 2008 года на ПК было анонсировано дополнение Test Drive Unlimited Megapack, включающее в себя все вышедшие на тот момент обновления и бо́льшую часть контента, что и на Xbox 360 (в том числе 45 автомобилей и один мотоцикл), но по более низкой цене; выход дополнения состоялся 13 апреля. 22 августа появилась информация о выпуске локализованной компанией «Акелла» русской версии Test Drive Unlimited Megapack; она вышла 22 октября в составе расширенного издания всей игры — Test Drive Unlimited Gold, а также 29 октября отдельно от самой игры.
8 июля 2010 года в сети появились сообщения, согласно которым онлайн-сервера, поддерживающие работу Test Drive Unlimited, будут отключены в 2011 году. Однако, уже 12 июля представители Atari опровергли эту информацию. 29 сентября 2012 года сервера игры официально были отключены.

## Оценки и мнения
| Сводный рейтинг       | Сводный рейтинг | Сводный рейтинг | Сводный рейтинг | Сводный рейтинг |
| Издание               | Оценка          | Оценка          | Оценка          | Оценка          |
| Издание               | PC              | PS2             | PSP             | Xbox 360        |
| --------------------- | --------------- | --------------- | --------------- | --------------- |
| GameRankings          | 80,17 %         | 75,70 %         | 80,12 %         | 82,45 %         |
| Game Ratio            | 82 %            | 74 %            | 80 %            | 80 %            |
| Metacritic            | 79/100          | 75/100          | 80/100          | 82/100          |
| MobyRank              | 82/100          | 74/100          | 76/100          | 81/100          |
| Иноязычные издания    |                 |                 |                 |                 |
| Издание               | Оценка          | Оценка          | Оценка          | Оценка          |
| Издание               | PC              | PS2             | PSP             | Xbox 360        |
| 1UP.com               | 8/10            | N/A             | N/A             | 8/10            |
| AllGame               | [ 118 ]         | [ 119 ]         | [ 120 ]         | [ 121 ]         |
| Edge                  | N/A             | N/A             | N/A             | 8/10            |
| EGM                   | N/A             | N/A             | N/A             | 8,33/10         |
| Eurogamer             | N/A             | 8/10            | N/A             | 8/10            |
| Famitsu               | N/A             | N/A             | N/A             | 34/40           |
| G4                    | N/A             | N/A             | N/A             | 4/5             |
| Game Informer         | N/A             | N/A             | N/A             | 8,25/10         |
| GameRevolution        | N/A             | N/A             | N/A             | B+              |
| GamesMaster           | N/A             | N/A             | N/A             | 88/100          |
| GameSpot              | 7,5/10          | 7,5/10          | 7,8/10          | 7,8/10          |
| GameSpy               | [ 132 ]         | [ 25 ]          | N/A             | [ 133 ]         |
| GamesRadar+           | [ 134 ]         | [ 135 ]         | [ 136 ]         | [ 137 ]         |
| GameTrailers          | N/A             | N/A             | N/A             | 8,1/10          |
| GameZone              | 8/10            | 7,5/10          | 8/10            | 8,8/10          |
| IGN                   | 8/10            | 7,3/10          | 7,8/10          | 8/10            |
| Jeuxvideo.com         | 15/20           | 14/20           | 15/20           | 15/20           |
| OXM                   | N/A             | N/A             | N/A             | 8,5/10 9/10     |
| PALGN                 | 7/10            | N/A             | N/A             | 8,5/10          |
| PC Gamer (UK)         | 87/100          | N/A             | N/A             | N/A             |
| PC Gamer (US)         | 80/100          | N/A             | N/A             | N/A             |
| Play (UK)             | N/A             | N/A             | N/A             | 9/10            |
| TeamXbox              | N/A             | N/A             | N/A             | 8,7/10          |
| VideoGamer            | 8/10            | 7/10            | N/A             | 8/10            |
| WorthPlaying          | 7,5/10          | 7,5/10          | 7,5/10          | 7,5/10          |
| XboxAddict            | N/A             | N/A             | N/A             | 86 %            |
| Русскоязычные издания |                 |                 |                 |                 |
| Издание               | Оценка          | Оценка          | Оценка          | Оценка          |
| Издание               | PC              | PS2             | PSP             | Xbox 360        |
| Absolute Games        | 89 %            | N/A             | N/A             | N/A             |
| «PC Игры»             | 8,5/10          | N/A             | N/A             | N/A             |
| PlayGround.ru         | 7,6/10          | N/A             | N/A             | N/A             |
| «Игромания»           | 8,5/10 4,5/5    | N/A             | N/A             | N/A             |
| «ЛКИ»                 | 88 %            | N/A             | N/A             | N/A             |
| «Страна игр»          | 8,5/10          | N/A             | N/A             | 8,5/10          |

До выхода, на выставке E3 2006 Test Drive Unlimited была номинантом на получение награды в категории «Лучшая гоночная игра». После выхода Test Drive Unlimited получила преимущественно положительные отзывы от прессы. На сайтах GameRankings и Metacritic средняя оценка игры составляет 82,45 % и 82/100 в версии для Xbox 360, 80,17 % и 79/100 для ПК, 80,12 % и 80/100 для PlayStation Portable, 75,70 % и 75/100 для PlayStation 2 соответственно. Журналисты хвалили большой открытый мир, высокую детализацию транспортных средств и сетевые возможности, однако подвергали критике физическую модель, некоторые игровые элементы и озвучивание. Test Drive Unlimited снискала коммерческий успех. Ещё до выхода игры, её демоверсия в мае 2006 года заняла третью позицию по количеству загрузок в Xbox Live Marketplace, а общее количество загрузок составило 350 тысяч копий. В первую неделю продаж Test Drive Unlimited занимала 4-ю строчку чарта видеоигровых продаж в Великобритании, а во вторую — 5-ю. В течение первого месяца после выхода было продано 96804 копии игры, а по состоянию на 31 октября 2006 продажи составили 121 тыс. копий в США. Test Drive Unlimited получила награду от Develop Industry Excellence Awards за лучшее использование онлайн-возможностей, награду «Выбор редакции» (Editor’s choice) от издания TeamXbox и награду «Лучшая гоночная игра 2006 года» от журнала PC Gamer, а также была номинантом на получение премии «Игра года» от Golden Joystick Awards, премии «Гоночная игра года» от D.I.C.E. Awards и Game Critics Awards и ежегодной премии лучшей игры последних 12 месяцев от редакции журнала Edge. В июне 2008 года редакция IGN составила список 10 лучших игр Infogrames, в котором Test Drive Unlimited заняла 6-е место, а в августе 2009 года поместила Test Drive Unlimited в список пяти гоночных игр для Xbox 360, в которые должен поиграть каждый. В 2010 году Test Drive Unlimited вошла в книгу «1001 видеоигра, в которую нужно сыграть, прежде чем умереть».
Eden сочинил соблазнительный, опьяняющий гимн открытой дороге, и каждый автолюбитель захочет присоединиться к его хору.
Оригинальный текст (англ.)Eden has composed a beguiling, intoxicating hymn to the open road, and every car lover will want to join its chorus.Редакция журнала Edge

### Открытый мир
В основном позитивные мнения сложились об открытом мире Test Drive Unlimited, из-за чего её нередко называли игрой для тех, кто любит расслабляющее вождение. Обозреватели были под положительным впечатлением от большого размера территории и подробного воссоздания гавайского острова, но, в то же время, неоднозначно восприняли скорость загрузки текстур и элемент исследования.
«Ощущение того, что ты действительно находишься на острове Оаху, просто сверхъестественное» — заявил Гарнетт Ли, обозреватель 1UP.com: по его мнению, частично это связано с детализированным окружением и точным воссозданием географии по данным GPS, но также — с отсутствием невидимых стен и правильным размером острова («достаточно большой, чтобы чувствовать, что есть что исследовать, но не настолько большой, чтобы вы бесцельно бродили по пустыне»). Журналист Eurogamer, Том Брамвелл, отметил, что остров огромен, и игроки долго будут его исследовать в поисках заездов, магазинов и так далее; похвалы удостоилась система GPS с возможностью изменения масштаба карты и внимание к деталям игрового мира (например, пролетающие по небу самолёты). Рецензент Game Revolution, Дюк Феррис, отметил среди достоинств графически красивый остров «с живописными дорогами, пышной растительностью и бесконечной идеальной погодой». Алекс Наварро (GameSpot) похвалил продуманную систему исследования территории и среди позитивных сторон игры выделил «огромный живописный остров с кажущимися бесконечными дорогами», высокий уровень детализации («на высоких скоростях окружение выглядит великолепно») и качественные эффекты (например, размытие в движении). Обозреватель GameSpy, Джеральд Виллориа, отнёс к достоинствам вождение в открытом мире с максимальной свободой, а Гавайи, по его словам, прекрасно воссозданы и, тем самым, позволяют получить много удовольствия от езды. Ryan_Jones, рецензент GamesRadar, к плюсам Test Drive Unlimited отнёс «захватывающий райский остров», с возможностью просто осматривать достопримечательности Оаху. Критик GameZone, Натали Романо, назвал Оаху отличным местом для исследования и положительно оценил его графическую проработку: «Test Drive Unlimited, безусловно, идеально передаёт пейзажи, включая пышную флору и фауну». Эрик Брудвиг (IGN) высоко оценил систему GPS (переход от карты к машине рецензент назвал «самым крутым» в играх), и «фантастически» выглядящий Оаху с большой игровой территорией («просто ездить и наслаждаться пейзажем может быть так же весело, как участвовать в соревнованиях»). В британском издании Official Xbox Magazine отнесли к достоинствам красивые, «ошеломляющие» пейзажи острова. Обозреватель PALGN, Крис Селл, удостоил похвалы «превосходную» систему GPS-навигации, а графика с учётом размера острова впечатляет. Дейл Нардоци, рецензент TeamXbox, назвал Оаху в игре красивым и достоверным. Том Орри (VideoGamer.com) заявил, что для свободной игры с открытым миром TDU выглядит довольно красиво, Оаху в контексте игры огромен, а езда по острову доставляет удовольствие. Под впечатлением остался критик XboxAddict Рианнон: «окружающий мир выглядит реалистично вплоть до падающих листьев и солнечных лучей».
Тем не менее, техническая составляющая и ландшафты получили противоречивые отзывы. Большинство рецензентов отнесли эти аспекты к недочётам игры, отметив недостаток разнообразия в видах острова и медленную загрузку текстур. Так, Наварро подверг критике различные изъяны графики — наличие декораций с низким разрешением, падения кадровой частоты и иногда медленная загрузка текстур. В GameTrailers к открытому миру отнеслись неоднозначно, заметив, что пейзажам не хватает разнообразия, и выразил мнение, что лучшей идеей было бы создание вымышленной, но менее однообразной территории. Брудвиг назвал такие недостатки, как медленная загрузка некоторых текстур и объектов (что, как отметил критик, практически устранено в версии игры для ПК благодаря графическим настройкам), а также отсутствие вертикальной синхронизации. В британском Official Xbox Magazine всё так же критиковали медленную загрузку текстур, детализация которых возрастает лишь по мере приближения к ним. Cеллу тоже не понравилась медленная загрузка текстур, а сама графика, по его мнению, не дотягивает до таковой в Project Gotham Racing 3. Орри отнёс технические проблемы к недостаткам игры, заметив: «если бы частота кадров оставалась плавной, а загрузки текстур не были проблемой, это был бы демонстрационный продукт для [возможностей] системы». Калинченков критиковал местами «корявые» деревья, избыточный HDR, немного однообразные просторы и необходимость исследования острова («количественные условия для прохождения на 100%, особенно „открытие“ всех дорог, оставили у меня неприятный осадок»). Асанов сдержанно отнёсся к «тоскливым покатушкам» по «пустынным однообразным пейзажам», отсутствию смены погоды и огромной территории с необходимостью её исследования («Сколько это отнимает драгоценного времени — не сосчитать»). Новиков отнёс к недостаткам игрового мира «вечный день» и отсутствие погодных явлений. «Здесь нет ночи, нет дождя, мокрого асфальта. Еще здесь нет сюжета, персонажей и т.п., причём люди здесь на улицах не встречаются вообще» — пишет Ахвердян. Однако, некоторые рецензенты оставили о технической составляющей и ландшафтах противоположное мнение. Так, Селл отметил, что частота кадров в игре всегда остаётся стабильной. По мнению Нардоци, загрузка текстур с учётом большого размера острова впечатляет и работает хорошо. Рианнон похвалил также быстрые загрузки и плавную работу игры при передвижении по острову. В редакции Famitsu написали, что в Test Drive Unlimited интересно просто ездить по острову. Гас Мастрапа, критик G4, отнёс к плюсам огромный виртуальный мир, в котором гавайские улицы «кипят жизнью».
Рецензенты также были приятно впечатлены, что разработчикам из Melbourne House удалось реализовать огромную территорию Оаху на менее производительном аппаратном оборудовании PlayStation 2 и PSP. Дэн Уайтхед, журналист Eurogamer, рассматривавший версию для PS2, отметил, что островная локация смоделирована тщательно, запаздывающая загрузка текстур хоть и проявляется, но не так часто, как можно подумать, а переход от холмистой сельской местности к городским улицам кажется реалистичным и естественным: «Всегда ответственная Melbourne House проделала безупречную работу, втиснув тысячи километров открытых дорог и гавайских пейзажей в старый чёрный монолит». Наварро заметил, что на PS2 и PSP Test Drive Unlimited не так красива, как на Xbox 360 и ПК, но для этих платформ выглядит очень даже неплохо, а версия для PSP названа самой впечатляющей с технической точки зрения: «Частота кадров стабильна, мир огромен, и вы редко сталкиваетесь с какими-либо графическими неполадками или серьёзными проблемами с прорисовкой, когда едете на головокружительных скоростях». Стив Штайнберг (GameSpy), обозревавший версию для PS2, отметил, что разработчики воссоздали «поистине огромное игровое поле» при стабильной кадровой частоте в одиночном и сетевом варианте игры; к минусам графики отнесены некоторые текстуры, например, у листвы на деревьях, но, как отметил рецензент, это никак не влияет на процесс гонок, и разработчики сделали картинку как можно более приятной для игроков, несмотря на ограничения оборудования. «Melbourne House… просто напрягся, втиснул всё из версии для Xbox 360 и выжал что-то вроде технического чуда» — написал Steve_Bailey (GamesRadar) о Test Drive Unlimited для PS2; его коллега, Саймон Брамбл, не ожидал, что разработчикам удастся реализовать такой огромный открытый мир даже на PSP. Эдуардо Закариас (GameZone) позитивно оценил графику игры на PSP, назвав визуальные эффекты «превосходными», пейзажи — хорошо детализированными, а возможность свободно ездить по острову назвал самой приятной особенностью; однако, его коллега, Льюис Бедиган, разочаровался в проработке мира игры на PS2, сказав, что несмотря на отсутствие загрузок при передвижении, он не выглядит хорошо: деревья грубые и пиксельные, горные и лесные районы скучны, «и если вы посмотрите вдаль, увидите, как мир исчезает, будто в игре из эпохи PSone». Брудвига впечатлило, что Test Drive Unlimited довольно хорошо и плавно работает при ограниченных возможностях PS2 и PSP, за исключением спутниковой карты на PS2 и отсутствия вида из салона на PSP. Орри назвал Test Drive Unlimited большим достижением на PS2, и похвалил огромный остров, который «особенно потрясающе» выглядит, когда залит солнечным светом.

### Транспортные средства

Игрок выбирает отделку салона Cadillac XLR-V в автостенде перед покупкой. Детализированную проработку как экстерьеров, так и интерьеров автомобилей журналисты называли одним из главных достоинств Test Drive Unlimited

Транспортные средства в Test Drive Unlimited получили смешанные, но преимущественно высокие оценки: обозревателям понравилась, в первую очередь, высокая детализация и проработка автомобилей, но, в то же время, критике зачастую подвергалась физическая модель поведения транспорта, особенно мотоциклов.
В основном положительных отзывов удостоилось разнообразие транспорта и их графическая проработка. Мастрапа похвалил большое количество «поражающих» автомобилей, хотя и заметил, что они в игре стоят немалых денег. Похожее мнение оставил Феррис, отнёсший к достоинствам «крутые автомобили, которые я не могу себе позволить». «Автомобили в игре прекрасно смоделированы и выглядят как нетронутые, сошедшие с конвейера версии своих реальных аналогов» — написал Наварро, похвалив также детализированные салоны. Виллориа отметил хороший выбор транспортных средств, являющихся «звёздами шоу». Ryan_Jones и Alec _Meer остались под позитивным впечатлением от «удивительной детализации и точности» автомобилей. В GameTrailers высоко оценили «идеально смоделированный вид из кабины», который понравится тем, кто играет просто ради удовольствия. Романо отметил большое разнообразие транспортных средств, включающих «горячие» автомобили и даже мотоциклы, а также подробную их проработку, как, например, возможность воспользоваться стеклоподъёмниками. Неоднозначный отзыв о графических эффектах транспорта оставил Брудвиг: он заявил, что эффекты отражений света от кузова и дыма из под колёс оставляют желать лучшего, но «самой красивой» версии игры для ПК, как отметил критик, это касается в меньшей степени. В британском издании Official Xbox Magazine отнесли к достоинствам огромное количество автомобилей, хотя и отметили, что детализация вплоть до опускающихся стёкол не имеет смысла. Сел похвалил в большинстве своём достойные модели автомобилей и их немалое количество. Орри удостоил похвалы впечатляющие модели автомобилей с детализированными экстерьерами и интерьерами, а также приближённость возможностей взаимодействия с ними к реальной жизни, например, возможности осмотреть машины перед покупкой и устроить их тест-драйв. Нардоци отметил качественно воссозданные экстерьеры и салоны машин («Test Drive Unlimited продолжает традицию реалистичных интерьеров [в играх серии], полностью моделируя кабину каждого автомобиля»). Ахвердян отнёс к плюсам «множество пафосных автомобилей»: походы по автосалонам моментально «разжигают аппетит», а вид камеры внутри кокпита является предпочтительным с точки зрения атмосферы происходящего. Новикову понравились 90 лицензированных машин, каждая из которых «проработана до каждой мелочи». «Разнообразные рули, приборные доски, интерьеры всяческих окрасок, возможность вертеть головой по сторонам и поднимать/опускать стёкла вызывают искренне детский восторг, будто сидишь в большой зале, окружённый игрушечными моделями» — так отозвался о проработке автомобилей в игре Калинченков.
Разностороннее мнение сложилось о физической модели поведения транспорта на дороге. Некоторые критики оставляли об управлении похвальные отзывы. Мастрапа по достоинству оценил сочетание в Test Drive Unlimited аркадного стиля с симуляцией. По мнению Ферриса, реалистичное управление автомобилями делает игру очень весёлой. В GameTrailers заявили, что все лицензированные автомобили управляются довольно хорошо. В британском Official Xbox Magazine управление и отсутствие повреждений транспорта восприняли положительно. Похвальное мнение об управлении транспортными средствами оставил Нардоци, который отметил их «солидную» физическую модель. Положительный отзыв оставил и Рианнон: «Элементы управления в игре также просты для понимания и освоения, с ними довольно легко взять контроллер и играть». Сел посчитал, что «TDU превосходно балансирует между аркадой и симуляцией» (хотя и отметил, что разница в управлении между автомобилями могла бы быть сильнее), но мотоциклы назвал разочаровывающими, особенно из-за отсутствия анимации их столкновений. Асанов похвалил отличную физику автомобилей, которая «работает отменно», но физическая модель мотоциклов, по его словам, несколько разочаровывает («Байки ведут себя излишне нервно»). По мнению Новикова, на дороге автомобиль ведёт себя вполне достоверно, но мотоциклы проработаны не так тщательно и управлять ими непросто. Тем не менее, встречались и негативные отзывы. Так, Наварро не понравились «странные» столкновения (отметив, что полностью остановить машину может даже забор) и отсутствие подробных возможностей видоизменения транспорта. Виллориа посчитал, что управление у большинства транспортных средств «жёсткое» и к нему трудно привыкнуть. Ryan_Jones и Alec _Meer покритиковали странную физику столкновений. Романо заметил, что автомобили управляются нереалистично, а мотоциклы кажутся немного неуклюжими. По словам Брудвига, управление нуждается в доработке, особенно у мотоциклов, которые «не похожи на себя»; помимо этого, рецензент был в недоумении оттого, почему возможностей по модификации транспорта не так много, как у персонажа. Орри тоже критично отнёсся к мотоциклам. Ахвердян отнёс к минусам максимально упрощенную физическую модель, особенно у мотоциклов. Калинченков называл физику «слабоватой», а без мотоциклов игра, по его словам, «ничего бы не потеряла».
Обозреватели отмечали, что в версии игры для PlayStation 2 и PSP, несмотря на технические ограничения платформ, разработчикам тоже удалось воссоздать детализированные и подробные автомобили. Уайтхеда впечатлило, что вид внутри автомобиля почти так же детализирован, как и снаружи, а возможность опускать и поднимать стёкла всё так же присутствует («спортивные автомобили детализированы и гламурны»); с другой стороны, критик отметил и «странные» столкновения, в которых никакой транспорт никогда не получает повреждений, но с учётом обработки большого количества действий это, по его мнению, «оправданная жертва». Наварро отметил, что модели автомобилей в этой версии игры такие же прекрасные, как и на Xbox 360, за исключением отсутствия повреждений гражданских машин, а также вида камеры из кокпита на PSP; однако, критик заметил недостатки, присущие и версии для Xbox 360 и ПК, например, несколько неуклюжее управление, требующее привыкания. Под позитивным впечатлением остался и Штайнберг, отметив, что автомобили в версии для PS2 всё так же обладают высоким уровнем детализации, но при этом и сомнительной физикой вождения. Steve_Bailey в версии для PS2 похвалил «чертовски сексуальные автомобили», а его коллега Брамбл отметил лучшее управление в версии для PSP, чем для PS2. Бедиган отметил, что автомобили в версии для PS2 выглядят великолепно и почти такие же детализированные, как в Gran Turismo; говоря об управлении, обозреватель отметил, что поначалу оно может показаться непривычным для фанатов аркадных гонок, но уже вскоре ощущается естественным. Закариас заметил, что хотя автомобили не демонстрируют чувство скорости, они выглядят достаточно хорошо, но, в то же время, отметил, что столкновения в игре выглядят крайне нереалистично. Брудвиг заявил, что физика в версии для PS2 и PSP всё так же «нервная», но при этом автомобили чувствуются более естественными в управлении, чем на других платформах, и это выделяет его с хорошей стороны. На PS2 Орри удостоил похвалы впечатляющие модели автомобилей, которые проработаны с пристальным вниманием к деталям экстерьера и интерьера. Критики также сошлись во мнении, что отсутствие мотоциклов в версии для PS2 и PSP не стало большой потерей для игры.

### Заезды и персонализация
Заезды и другие игровые механики в Test Drive Unlimited получили противоречивые отзывы, но в основном они носили позитивный характер. Обозреватели отметили наличие интересных продолжительных гонок и обширную возможность настройки персонажа, но подвергали критике некоторые виды испытаний.
Ли отметил большое количество структурированных событий, в том числе и в одиночной игре. Брамвелл тоже заметил многочисленные события и похвалил их вариативность благодаря открытой структуре игры, но выделил и такие недостатки, как плохой ИИ и раздражающую полицию. Мастрапа положительно оценил разнообразие гонок, которые порадуют как любителей, так и хардкорных игроков: в качестве примера он привел гонку, проходящую через весь остров, и хоть подобные испытания подойдут не для всех, они, по мнению рецензента, делают игру намного более привлекательной. Виллориа положительно оценил разнообразие заездов, а задания по перевозке пассажиров ему напомнили лучшие испытания в Crazy Taxi: «эта свобода исследовать и делать то, что вы выберете, компенсирует слабые стороны игры». Романо положительно отнёсся к заездам, заявив, что гоночные испытания доставляют удовольствие, так же, как и небольшие побочные гонки (например, перевозка девушек и попутчиков); Смит, несмотря на отсутствие сюжетной линии, похвалил хороший темп гонок, которые временами бросают вызов, но сдержанно отнёсся к «странным» дополнительным испытаниям. Брудвиг написал, что испытания в Test Drive Unlimited приносят удовольствие и иногда заставляют искать правильный подход к их прохождению, но, в то же время, заметил, что от игры в одиночку быстро устаёшь. Селл был под впечатлением от огромного количества и разнообразия миссий, которые, по его мнению, способны долго поддерживать интерес игрока. Орри понравилась система достижений, которая в игре, по его словам, используется «блестяще». «Различных соревнований в Test Drive Unlimited просто запредельное количество» — подчеркнул Асанов. Тем не менее, некоторые обозреватели оставили о заездах отрицательные отзывы. Так, Феррис отнёс к недостаткам отсутствие какого-либо сюжета и цели, из-за чего автономный вариант игры, по его мнению, не может надолго увлечь. Наварро, с одной стороны, был приятно впечатлён большим количеством гонок и миссий, но, с другой, отметил повторяющийся дизайн миссий и отсутствие «реальной нити, связывающей воедино всё, что вы делаете на острове». Ryan_Jones отнёс к минусам отсутствие чувства цели и повторяющиеся миссии, а Alec _Meer — транспорт других участников движения и бо́льший упор на покупки, а не на гонки. Схожие недостатки описали в GameTrailers: отсутствие интересного сюжета для многих будет «упущенной возможностью», а одиночная игра, по иронии судьбы, ограничена. Калинченков разочаровался в отсутствии оригинальных идей для заездов, «невыразительных соперниках» и «безмозглой» полиции. Ахвердян отнёс к минусам недостаточное разнообразие заданий и местами неубедительный игровой баланс.
Возможности персонализации, например, редактор персонажей и покупка одежды, получили неоднозначные, но в основном положительные оценки. В Famitsu позитивно отнеслись к покупке одежды, домов и «наслаждению от ощущения жизни». Наварро хоть и отметил, что дома хоть и используются лишь в качестве уровней-хабов, но приятны, похвалы удостоилась и возможность увидеть в кат-сценах своего персонажа, которого можно по-разному одеть (при этом, как заметил критик, персонажи выглядят не очень хорошо и их едва ли видно вне кат-сцен). «Они [персонажи] довольно реалистичны с точки зрения игровых моделей, но страдают от безжизненных выражений и зомбированного вида, присущих моделям, которые натыкаются на область зловещей долины» — написал Виллориа; его коллега, Li C. Kuo, благосклонно отнёсся к возможности изменить внешность персонажа и даже купить ему новую одежду, но всё так же назвал слабым место лица моделей персонажей, «поскольку у всех одинаковая жуткая улыбка в стиле Джокера». Alec _Meer назвал Test Drive Unlimited «исчерпывающей, как симулятор покупок». В GameTrailers с одобрением отозвались о возможности покупки одежды, которая является «завершающим штрихом в и без того надёжном интерфейсе создания персонажей». Орри хоть и отметил, что варианты настройки не такие обширные, как в Saints Row, но предоставленный выбор из мужских и женских персонажей ему понравился, как и возможность покупать им новую одежду. Асанов похвалил «внушительный редактор внешности и одежды», но сожалел, что рассмотреть своего персонажа удаётся только в немногочисленных и часто повторяющихся скриптовых роликах. Новиков посчитал идею с выбором персонажа, изменение его одежды и внешности странной, но отметил, что эти возможности обширные. Ахвердян отнёс к плюсам собственную недвижимость, и назвал игру «эффективнейшей пропагандой бесконечной погони за материальными благами»: «потребительской лихорадкой заболеваешь моментально – осматривая чужие автомобили, разглядывая многомиллионные особняки, примеряя одежду в модных бутиках». Однако, ряд обозревателей негативно отнеслись к персонажам и покупкам. Феррис посчитал покупку одежды и домов бессмысленной, поскольку управлять персонажем нельзя, а дома используются исключительно для гаражей. Весьма критично о внешнем виде персонажей отозвался Романо, который заявил, что они «чувствовали бы себя как дома на оригинальной Xbox». Негативно к персонажам отнёсся и Брудвиг: «никакие настройки с помощью инструментов редактирования персонажей не смогут убрать жуткий, пустой вид, которым обладают все в игре». Калинченков посчитал персонажей некрасивыми, а задумку с получением купонов и покупкой одежды — совершенно бессмысленной.
Изменения в игровых возможностях в версии для PlayStation 2 и PSP получили разносторонние отзывы, преимущественно положительные. Уайтхеду понравилось, что в Test Drive Unlimited на PS2 игрок может зарабатывать очки мастерства, просто катаясь по острову в своё удовольствие. Наварро выделил недостаток контента в игре на PS2 и PSP, в сравнении с версиями для Xbox 360 и ПК, но при этом заметил, что большинство исключённых возможностей были лишними элементами, и их отсутствие не сделало конечный продукт хуже. Штайнберг посчитал отсутствие выбора персонажей и их видоизменения на PS2 разочарованием, но выделил интересную систему очков мастерства. «Я не скучаю по покупке одежды — потому что мы всё равно не видим большую часть аватара — но я скучаю по возможности подбирать девушек и подвозить их» — написал Закариас в обзоре игры на PSP. Брудвиг отметил, что с отсутствием дополнительных миссий на PS2 и PSP можно смириться, а также похвалил систему очков мастерства, которая, по мнению рецензента, более плавная и разумная, чем достижения на Xbox 360 и ПК. Орри, несмотря на похвалу в сторону системы очков мастерства, выделил как недостаток отсутствие некоторых функций в игре на PlayStation 2, которые, по его мнению, делали Test Drive Unlimited на платформах нового поколения «великолепной»: персонажа невозможно выбрать и изменить, дополнительные миссии вырезаны, так же, как и система достижений, и эти упущения, по утверждению критика, делают данную версию игры в долгосрочной перспективе немного менее приятной. Марк Бакингам (Worthplaying) отметил, что очки мастерства требуют от игрока умелого вождения. На сайте Jeuxvideo.com заметили, что контент в версии для PS2 и PSP не полный, в сравнении с версией для Xbox 360 и ПК, но игра по-прежнему много чего может предложить.

### Сетевые возможности
Высокие оценки получил инновационный онлайн-функционал Test Drive Unlimited. В первую очередь, восторженный отклик вызвало стирание границы между одиночной и многопользовательской игрой, но некоторым критикам не понравился неудобный интерфейс.
Брамвелл похвалил разработчиков за выполненные обещания по созданию массовой онлайн-игры: стёртая грань между офлайн- и онлайн-гонками, клубы, таблицы лидеров и возможность создания своих испытаний. В Famitsu остались впечатлены возможностью игроков со всего мира ездить по одним и тем же улицам в реальном времени. Мастрапа, говоря об онлайн-возможностях, написал, что Test Drive Unlimited представляет собой «идеальную виртуальную игровую площадку для любителей автомобилей», но к минусам отнёс неуклюжий интерфейс («запутанная система меню и дисплеев в игре может оказаться сложной задачей»). Феррис выделил мультиплеер среди достоинств, а больше всего ему понравилась возможность помигать фарами другому игроку и, тем самым, бросить ему вызов, поставив наличные на кон. Наварро написал, что возможность встретиться с другими онлайн-водителями в любой момент времени — это очень круто, а компоненты для одиночной и многопользовательской игры прекрасно сочетаются в одном едином пакете; однако, критик отнёс к недостаткам ограничения при свободном передвижении, которые затрудняют взаимодействие игроков («онлайн-игра не такая уж и „неограниченная“, как кажется изначально»). Ryan_Jones причислил к плюсам полную многопользовательскую интеграцию и продуманную онлайн-торговлю. В GameTrailers похвалили «невероятно крутые и хорошо реализованные» быстрые заезды с другими игроками, но покритиковали «архаичный» многопользовательский интерфейс и были разочарованы отсутствием возможности поиграть с другом на одной консоли. Романо описал многопользовательскую игру, как одно из самых креативных представлений о том, что могло бы стать началом гоночной MMO, а его коллега Брок Смит назвал её «безусловно, самой сильной стороной Unlimited». «Игра успешно переносит ощущение мира MMO в жанр гонок, что делает её уникальной» — написал Брудвиг. В британском Official Xbox Magazine к достоинствам отнесли как «удивительные возможности Xbox Live», так и «удобный, отточенный интерфейс». Селл тоже отметил, что Xbox Live предлагает много возможностей, и похвалил клубы, торговлю транспортом и возможность создания собственных заездов. Под впечатлением от сетевых возможностей остался Орри: «Test Drive Unlimited — это глоток свежего воздуха в жанре гонок, и в ней реализована одна из лучших на сегодняшний день онлайн-интеграций». Калинченков заявил, что «переход в онлайн серьёзно меняет представление [об игре]». Новиков выразил мнение, что, тесно переплетённый с основной частью игры, онлайн «дарит незабываемые впечатления». Сдержанный отзыв оставили в GameSpy: несмотря на похвальную новую идею, разочарование вызвали трудное подключение к мультиплеерным матчам и нестабильная работа серверов.
Обозреватели преимущественно позитивно отзывались о впечатляющем воссоздании онлайн-функционала игры на PlayStation 2 и PSP, хоть и отмечали отсутствие некоторых интересных возможностей. Уайтхеда впечатлило, что разработчикам даже удалось включить в версию для PlayStation 2 онлайн-режим, «столь важный для основной идеи Massively Open Online Racing», и хоть он реализован не так впечатляюще, как на Xbox 360, но игроки всё ещё могут одновременно ездить по одним и тем же улицам. Наварро больше всего впечатлило, что такая игра, как Test Drive Unlimited, работает даже с технологиями PS2 и PSP и работает так хорошо, как может, а сетевые функции в основном такие же, как и на Xbox 360; отдельной похвалы удостоилось наличие локального мультиплеера на PSP. Штайнберг заметил «действительно плавное вплетение онлайн-возможностей в игру» на PlayStation 2, и это, по его мнению, выгодно выделяет Test Drive Unlimited на фоне многочисленных других гоночных игр на данной консоли. Брамбл отнёс к достоинствам отличные варианты онлайн-мультиплеера и был приятно удивлён, что всех их удалось реализовать на PSP. Бедиган и Закариас, однако, посчитали, что ограниченные онлайн-возможности Test Drive Unlimited на PS2 и PSP не так впечатляют, как на Xbox 360, но, тем не менее, очень хороши и действительно способны принести удовольствие; Закариас, помимо этого, обратил внимание, что онлайн на PSP работает стабильно и без неполадок, а играть с другом в локальном варианте или же ездить в открытом мире для поиска других игроков интересно. Брудвиг был огорчён отсутствием в игре на PlayStation 2 и PSP некоторых отличных онлайн-функций (например, редактора заездов), что, по мнению критика, сильно ограничивает долгосрочный потенциал Test Drive Unlimited на этих платформах; тем не менее, Брудвиг по-прежнему назвал игру уникальной и достойной внимания благодаря своей онлайн-концепции. Аналогичным образом об онлайн-возможностях Test Drive Unlimited на PS2 отозвался Орри: найти игроков для участия в гонках не так просто, как на Xbox 360, а автомобильных клубов и пользовательских гонок («которые сделали версию следующего поколения настолько великолепной») нет, но, несмотря на это, Test Drive Unlimited, по словам обозревателя, по-прежнему остаётся уникальным игровым опытом.

### Звук и музыка
Звуковая составляющая Test Drive Unlimited получила смешанные мнения, в основном они были положительного характера. Обозреватели зачастую относили к достоинствам звуковые эффекты и шумы двигателей, но критиковали музыкальное сопровождение и озвучивание.
Звуки двигателей и эффекты большинство рецензентов оценили позитивно. Феррис написал, что Test Drive Unlimited «звучит хорошо», и оставил похвальный отзыв про визг шин, вой двигателей и свист ветра. Наварро посчитал, что звук в игре довольно приятный, хотя и не такой «глубокий», как у многих других гонщиков на Xbox 360, и отметил хорошие эффекты автомобилей. Ryan_Jones по достоинству оценил «визг и рёв» звуковых эффектов, которые, по мнению обозревателя, получились правдоподобными. Закариас похвалил «солидные» звуковые эффекты, которые справляются со своей работой (особенно ему понравились звуки столкновений), его коллега Бедиган отметил разнообразие звуков двигателей, а Смит заявил, что эффекты весьма неплохие, но далеко не на уровне качества таковых в Need for Speed и других гоночных играх. Селлу понравились в Test Drive Unlimited «вполне приличные» звуки двигателя. Высоко звуковую составляющую игры оценил Нардоци, назвав эффекты автомобилей и мотоциклов «потрясающими» и, по его мнению, похожими на реальные: во многом реализму, как отметил рецензент, поспособствовало внимание разработчиков к деталям, например, изменение шума двигателя при опускании стёкол. «Звуки транспортных средств сделаны очень хорошо, вплоть до разницы между автомобилями разных марок и тем, подняты ли окна или опущены» — написал Рианнон. Калинченков отметил запоминающиеся «насыщенные голоса моторов». Асанову тоже понравились звуки двигателей, и по его мнению, легко поверить, что их записывали с реальных; отдельно выделено и изменение шума в салоне при опускании стёкол. К достоинствам «озвучку автомобилей» отнёс и Новиков. Обозреватель под псевдонимом kazimirr (PlayGround.ru) остался под впечатлением от «превосходного звучания машин»: «рычат все строго индивидуально, а вот насколько реально – сказать не могу». Однако, некоторые критики более сдержанно отнеслись к звуковому сопровождению. Так, Романо отметил, что звуки двигателей разочаровывают, поскольку многие из них одинаковые у разных машин. Схожую ситуацию описал Брудвиг, по мнению которого звуки автомобилей слишком громкие, заглушают музыку и очень похожи на звук газонокосилки.
В основном негативные отзывы получили саундтрек (вместо которого журналисты зачастую рекомендовали игрокам включать свою музыку) и озвучивание. Феррис огорчился оттого, что большинство мелодий в игре в лучшем случае относятся к «категории B», а список песен крошечный по сравнению с Grand Theft Auto или даже Saints Row. Наварро отметил, что саундтрек легко забывается и состоит в основном из малоизвестных песен, а в немногочисленном озвучивании рецензент заметил несколько неуклюжих реплик, которые, тем не менее, в целом полезны. Виллориа назвал саундтрек игры не вдохновляющим, хоть и похвалил наличие радиостанции с классической музыкой (отметив, что уезжать от полиции под «Волшебную флейту» и «Полёт валькирий» забавно). Ryan_Jones написал, что саундтрек оставляет желать лучшего. Брудвиг раскритиковал голос GPS, который «не знает, когда заткнуться»; говоря о саундтреке, обозреватель отметил большое разнообразие стилей, но, в то же время, нехватку «глубины». Селл отрицательно отнёсся к «уморительно плохой» озвучке и «незапоминающемуся» саундтреку. «В озвучке мало индивидуальности, не говоря уже об общем отсутствии диалогов для сюжетного приключения» — пожаловался Нардоци, хоть и отметил, что озвучивание пригодится для слышимых навигационных команд; в музыке же критик сдержанно отнёсся к малоизвестным группам, но и выделил неплохие оригинальные саундтреки. Рианнон заметил, что озвучивание в игре утомительное и нечастое, а голос персонажей не совпадает с движением их губ. По мнению Калинченкова, плейлист радиостанций, хоть и удивляет подборкой классической музыки, «очень вялый и быстро надоедающий». Новиков хоть и отметил лицензированные песни по радио, но счёл набор песен скудным, а музыку в меню — вялой. Тем не менее, встречались и положительные отзывы. Рианнон по достоинству оценил саундтрек, который может похвастаться выбором музыкальных жанров и мелодий, хорошо сочетающихся с антуражем вождения на Гавайях. Похожее мнение оставили рецензенты GameZone: Романо назвал выбор песен неплохим (хоть и заметил, что их разнообразие невелико), а Закариас заявил, что саундтрек замечательно вписывается в тематику игры, в то время как голос GPS он посчитал довольно хорошим.

### Загружаемый контент
| Иноязычные издания | Иноязычные издания |
| Издание            | Оценка             |
| ------------------ | ------------------ |
| Eurogamer          | 7/10               |

Журналисты положительно оценивали активную и продолжительную поддержку Test Drive Unlimited новым контентом, в частности, автомобилями. Обозревая шестой пакет дополнений для Test Drive Unlimited в 2008 году, Дэн Уайтхед (Eurogamer) написал, что «игра была невероятно хорошо снабжена постоянным потоком дерзких автомобилей», и заметил, насколько долго разработчики поддерживают свой продукт: «тот факт, что новый контент всё ещё появляется, сам по себе похвален». Однако, критик выразил сожаление, что структура Test Drive Unlimited, предполагающая открытый мир, не позволяет игре так же расширяться, как конкуренты в жанре, и весь дополнительный контент, не считая «Режима ветерана», содержит исключительно транспортные средства.

### В ретроспективе
Журналист Eurogamer, Тони Коулс, в своей статье, опубликованной в 2013 году, отметил, что Test Drive Unlimited — игра, которая позволяет получить «радость от вождения ради вождения»: разнообразие ландшафта виртуального Оаху и требования к прохождению, предполагающие открытие дорог, мотивировали игроков исследовать остров, предоставляя им полную свободу действий. По мнению обозревателя, ни одна другая гоночная игра не может сравниться в этом с Test Drive Unlimited. Сильной стороной игры называлась возможность собрать впечатляющую коллекцию экзотических автомобилей, выбор которых был отличным. Коллекционирование транспорта сопряжено и с удачной идеей гаражей и домов, которая в Test Drive Unlimited, по словам Коулса, стала лучше, чем ранее представленная в серии Project Gotham Racing. В Test Drive Unlimited отмечено наличие интересных испытаний, как, например, гонка вокруг всего острова и доставка автомобилей в целостности. Огромным успехом Test Drive Unlimited названа онлайн-интеграция, благодаря которой игроки могли взаимодействовать в реальном времени, общаться и вместе наслаждаться вождением по острову. Test Drive Unlimited Коулс по итогу назвал «важной вехой в пути», и выразил надежду, что с приходом новых технологий разработчики возьмут игру как пример для подражания, стараясь повторить и усовершенствовать концепцию размеренного вождения в открытом мире: «Это доказало, что открытой дороги и нескольких хороших автомобилей достаточно, чтобы ценные и запоминающиеся впечатления возникли естественным образом, и что с друзьями время, проведённое „просто“ за рулём по Оаху, часто было временем, которое нужно смаковать и ценить». В 2020 году коллега Коулса, Оли Уэлш, заметил, что несмотря на «грубый каркас» и устарелость Test Drive Unlimited, она «открыла новые горизонты для гоночных игр». Как отметил обозреватель, Test Drive Unlimited содержит несколько уникальных особенностей — выбор цвета обивки салона, сбалансированная внутриигровая экономика, реальные локации, реалистичный транспортный трафик и миссии по доставке автомобилей — и посчитал, что разработчикам студии Kylotonn при создании новой Test Drive следовало бы их сохранить для того, чтобы игра выделялась.

## Влияние
Благодаря хорошо принятым со стороны игроков и прессы инновационным технологиям и возможностям, Test Drive Unlimited стала идейным вдохновителем для большого количества гоночных игр других компаний. Так, совмещение одиночной игры и онлайн-мультиплеера, впервые представленное в Test Drive Unlimited, впоследствии неоднократно использовалось в сериях Need for Speed, Forza Horizon и многих других. Открытый мир с акцентом на исследование дорог в том же виде, как это реализовано в Test Drive Unlimited, представлен в серии Forza Horizon. Начиная с четвёртой части, в Forza Horizon появилась и похожая игровая механика с покупкой недвижимости. В таких играх, как в Juiced 2: Hot Import Nights, некоторых частях серии Need for Speed и многих других присутствуют сходные с таковыми в Test Drive Unlimited возможности редактирования внешности своего персонажа, выбор его одежды и гоночной экипировки. В Midnight Club: Los Angeles реализована внутриигровая карта, показывающая игровой мир со спутника в реальном времени, как и в Test Drive Unlimited.
Большинство вышеперечисленных особенностей также присутствуют в серии гоночных аркад от Ubisoft — The Crew. Данную франшизу создала студия Ivory Tower, ключевые сотрудники которой являются выходцами из Eden Games и ранее работали над Test Drive Unlimited. Кроме того, в последней части серии — The Crew Motorfest — в качестве игровой территории использован остров Оаху, как и в Test Drive Unlimited.
Самый важный скачок в плане дизайна гоночных игр.Advanced Media Network о Test Drive Unlimited
Успех игры привёл к выходу в 2011 году сиквела — Test Drive Unlimited 2. Продолжение заимствует особенности первой части, но отличается наличием второго острова — Ибица, а также бо́льшим разнообразием транспорта и возможностей персонализации. Test Drive Unlimited 2 была в основном положительно, но более сдержанно оценена критиками, чем предшественник, из-за неудобного управления и технических проблем.